# Cristóbal Rojas
Cristóbal Rojas is een gemeente in de Venezolaanse staat Miranda. De gemeente telt 106.000 inwoners. De hoofdplaats is Charallave.